# غرانت بارلو
غرانت بارلو (بالإنجليزية: Grant Barlow)‏ هو لاعب كرة قدم أسترالي، ولد في 28 مارس 1980 في أستراليا. لعب مع باليستيير خالسا.